# اولیویه نیوکاس
اولیویه نیوکاس (فرانسوی: Olivier Nyokas‎؛ زادهٔ ۲۸ ژوئن ۱۹۸۶) بازیکن هندبال اهل فرانسه است.